# Epitaciolândia
Epitaciolândia é um município brasileiro do interior do estado do Acre. Sua população recenseada pelo Instituto Brasileiro de Geografia e Estatística (IBGE), era de 18 757 habitantes.

## História
A sede se estabeleceu nas terras do antigo Seringal Bela Flor, na margem direita do rio Acre. Em 1992, a partir de uma divisão do município de Brasiléia, foi elevada a categoria de município, mas com as duas sedes separadas apenas por um rio. Sua área urbana também é contígua com a cidade de Cobija, capital do departamento de Pando, na Bolívia. Estas três cidades juntas abrigam uma população de cerca de 50 mil habitantes, sendo que as duas brasileiras formam o terceiro conglomerado urbano do Estado do Acre.
O nome Epitaciolândia se originou da junção do nome Epitácio - em homenagem ao Presidente da República, Epitácio Pessoa - e o sufixo lândia, que significa "terra de...". Representa a época em que a localidade passou a categoria de Vila Epitácio Pessoa.
Por volta do ano de 1958, a vila se desenvolveu para um pequeno vilarejo, com locais comerciais, igrejas e escolas. Posteriormente, se instalaram a Subdelegacia, a Subprefeitura, a 4ª Companhia Especial de Fronteira, o Campo de Aviação e o posto de fiscalização de tributos na fronteira.
A Vila Epitácio Pessoa adquiriu, então, condições para se transformar em município. Na gestão do governador Edmundo Pinto, amparado pela lei que criou dez novos municípios no Estado do Acre. Atualmente são 22 municípios.
No dia 13 de abril de 1992 realizou-se um plebiscito sobre a criação do município, o qual a população da vila foi convidada a votar, direta e secretamente. A população decidiu, com um percentual de 95% dos votos válidos, pelo “Sim” à sua emancipação política e administrativa. Epitaciolândia tornou-se município, respaldado pela lei no 1.026/92, de 28 de abril de 1992.

## Geografia
Sua área é de 1 652,715 km² (11,3 hab./km²). Limita-se ao norte com o município de Xapuri, ao sul e a leste com a Bolívia e a oeste com o município de Brasiléia.
Conforme dados da estação meteorológica automática do Instituto Nacional de Meteorologia (INMET) no município, em operação desde setembro de 2009, a menor temperatura registrada em Epitaciolândia foi de 5,8 °C em 5 de agosto de 2019 e a maior atingiu 37,8 °C em 28 de setembro de 2010. A maior rajada de vento ocorreu em 31 de agosto de 2015, chegando a 22 m/s (79,2 km/h). O menor índice de umidade relativa do ar (URA) foi de 16%, registrado nos dias 18 de agosto de 2010, 11 de agosto de 2011 e em agosto de 2019, nos dias 5 e 6.
| Dados climatológicos para Epitaciolândia                                                                                           | Dados climatológicos para Epitaciolândia | Dados climatológicos para Epitaciolândia | Dados climatológicos para Epitaciolândia | Dados climatológicos para Epitaciolândia | Dados climatológicos para Epitaciolândia | Dados climatológicos para Epitaciolândia | Dados climatológicos para Epitaciolândia | Dados climatológicos para Epitaciolândia | Dados climatológicos para Epitaciolândia | Dados climatológicos para Epitaciolândia | Dados climatológicos para Epitaciolândia | Dados climatológicos para Epitaciolândia | Dados climatológicos para Epitaciolândia |
| Mês | Jan                                      | Fev                                      | Mar                                      | Abr                                      | Mai                                      | Jun                                      | Jul                                      | Ago                                      | Set                                      | Out                                      | Nov                                      | Dez                                      | Ano                                      |
| --- | ---------------------------------------- | ---------------------------------------- | ---------------------------------------- | ---------------------------------------- | ---------------------------------------- | ---------------------------------------- | ---------------------------------------- | ---------------------------------------- | ---------------------------------------- | ---------------------------------------- | ---------------------------------------- | ---------------------------------------- | ---------------------------------------- |
| Temperatura máxima recorde (°C) | 35,6                                     | 34,5                                     | 34,5                                     | 34,4                                     | 33,9                                     | 34,1                                     | 36,5                                     | 37,5                                     | 37,8                                     | 37,4                                     | 36,4                                     | 35,7                                     | 37,8                                     |
| Temperatura máxima média (°C) | 30,6                                     | 30,5                                     | 30,8                                     | 30,7                                     | 30                                       | 30                                       | 30,8                                     | 32,5                                     | 32,9                                     | 32,6                                     | 31,6                                     | 30,7                                     | 31,1                                     |
| Temperatura mínima média (°C) | 22,3                                     | 22,1                                     | 22                                       | 21,6                                     | 19,9                                     | 18                                       | 17,2                                     | 17,9                                     | 19,6                                     | 21,6                                     | 22                                       | 22,4                                     | 20,6                                     |
| Temperatura mínima recorde (°C) | 19                                       | 18,2                                     | 18,5                                     | 14,1                                     | 11,9                                     | 11,7                                     | 7,6                                      | 5,8                                      | 11,2                                     | 14,7                                     | 16,1                                     | 16,9                                     | 5,8                                      |
| Precipitação (mm) | 290,6                                    | 292,2                                    | 274,2                                    | 191,4                                    | 81,8                                     | 32,2                                     | 33,6                                     | 53,1                                     | 78,8                                     | 147,4                                    | 205,3                                    | 260,2                                    | 1 940,8                                  |
| Fontes: Jornal do Tempo (climatologia) e Instituto Nacional de Meteorologia (INMET) (recordes de temperatura: 25/09/2009-presente) |                                          |                                          |                                          |                                          |                                          |                                          |                                          |                                          |                                          |                                          |                                          |                                          |                                          |

## Economia
A atividade econômica gira em torno do comércio, tanto para os brasileiros residentes, quanto para os bolivianos e os residentes em Brasiléia, e da pecuária. Possui vários hotéis, que servem como ponto de apoio para os brasileiros vindos de Rio Branco que pretendem fazer compras na Zona Franca de Cobija.
De fato, a economia das três cidades são complementares. Epitaciolândia se destaca pelos seus três supermercados e pelo maior banco da região (Banco do Brasil). Seus habitantes buscam em Brasiléia serviços de correios e saúde (Hospital Regional), além do campus avançado da UFAC. Cobija se destaca pelo seu intenso comércio na Zona Franca e pela Universidade.

## Bibliotecas
- Biblioteca Pública Estadual Eliomar de Souza Braga[7]

## Exército
Em Epitaciolândia também estão localizadas as sedes da Companhia Especial de Fronteira e o 1º Pelotão Especial de Fronteira, unidades destacadas do 4º Batalhão de Infantaria de Selva, em Rio Branco-AC.

## Religião
- 55,4% Católicos Romanos
- 32,0% Protestantes
- 0,5% Testemunhas de Jeová
- 0,2% Tradições Indígenas
- 0,1% Umbanda
- 0,1% Católicos Ortodóxicos
- 0,7% Outras Religiosidades Cristãs
- 0,4% Ateus
- 10,6% Sem Religião

Fonte: